# Grand Prix de Pau 2023
Der Grand Prix de Pau 2023 war die 80. Ausgabe des Grand Prix de Pau sowie der dritte Lauf der französischen Formel-4-Meisterschaft 2023. Das Rennwochenende fand vom 12. bis 14. Mai 2023 auf dem Circuit de Pau-Ville in Pau statt, Enzo Peugeot gewann den Großen Preis.

## Meldeliste
Alle Fahrer verwendeten das Mygale-Chassis M21-F4, den aufgeladenen 1,3-Liter-TCe-160-Turbomotor von Renault und Reifen von Pirelli.
| Nr. | Fahrer                     | Chassis       | Motor           | Reifen |
| --- | -------------------------- | ------------- | --------------- | ------ |
| 02  | Edouard Borgna             | Mygale M21-F4 | Renault TCe-160 | P      |
| 03  | Leonardo Megna             | Mygale M21-F4 | Renault TCe-160 | P      |
| 04  | Finn Wiebelhaus            | Mygale M21-F4 | Renault TCe-160 | P      |
| 05  | Pol López                  | Mygale M21-F4 | Renault TCe-160 | P      |
| 06  | Hiyu Yamakoshi             | Mygale M21-F4 | Renault TCe-160 | P      |
| 07  | Paul Alberto               | Mygale M21-F4 | Renault TCe-160 | P      |
| 09  | Karel Schulz               | Mygale M21-F4 | Renault TCe-160 | P      |
| 10  | Andrei Duna                | Mygale M21-F4 | Renault TCe-160 | P      |
| 11  | Tom Kalender               | Mygale M21-F4 | Renault TCe-160 | P      |
| 14  | Adrien Closmenil           | Mygale M21-F4 | Renault TCe-160 | P      |
| 16  | Romain Andriolo            | Mygale M21-F4 | Renault TCe-160 | P      |
| 17  | Yani Stevenheydens         | Mygale M21-F4 | Renault TCe-160 | P      |
| 18  | Garrett Berry              | Mygale M21-F4 | Renault TCe-160 | P      |
| 22  | Frank Porte Ruiz           | Mygale M21-F4 | Renault TCe-160 | P      |
| 26  | Kevin Foster               | Mygale M21-F4 | Renault TCe-160 | P      |
| 27  | Edgar Pierre               | Mygale M21-F4 | Renault TCe-160 | P      |
| 28  | Max Reis                   | Mygale M21-F4 | Renault TCe-160 | P      |
| 37  | Luca Savu                  | Mygale M21-F4 | Renault TCe-160 | P      |
| 44  | Yaroslav Veselaho          | Mygale M21-F4 | Renault TCe-160 | P      |
| 46  | Gabriel Doyle-Parfait      | Mygale M21-F4 | Renault TCe-160 | P      |
| 61  | Louis Schlesser            | Mygale M21-F4 | Renault TCe-160 | P      |
| 66  | Enzo Richer                | Mygale M21-F4 | Renault TCe-160 | P      |
| 74  | Enzo Peugeot               | Mygale M21-F4 | Renault TCe-160 | P      |
| 77  | Joao Paulo Diaz Balesteiro | Mygale M21-F4 | Renault TCe-160 | P      |
| 89  | Jason Leung                | Mygale M21-F4 | Renault TCe-160 | P      |
| 95  | Evan Giltaire              | Mygale M21-F4 | Renault TCe-160 | P      |

## Klassifikationen

### Qualifying

#### Gruppe 1
| Pos.    | Fahrer                     | 1. Zeit    | 2. Zeit    | R1 | R2 | GP |
| ------- | -------------------------- | ---------- | ---------- | -- | -- | -- |
| 01      | Evan Giltaire              | 1:28,921   | 1:29,455   | 10 | 01 | 10 |
| 02      | Leonardo Megna             | 1:30,010   | 1:30,215   | 11 | 11 | 11 |
| 03      | Louis Schlesser            | 1:30,905   | 1:32,195   | 12 | 12 | 14 |
| 04      | Yaroslav Veselaho          | 1:30,910   | 1:31,489   | 13 | 13 | 12 |
| 05      | Pol López                  | 1:31,250   | 1:31,424   | 14 | 14 | —  |
| 06      | Jason Leung                | 1:31,764   | 1:31,885   | 15 | 15 | 13 |
| 07      | Paul Alberto               | 1:32,052   | 1:32,522   | 16 | 16 | —  |
| 08      | Finn Wiebelhaus            | 1:32,393   | 1:32,479   | 17 | 17 | 15 |
| 09      | Enzo Richer                | 1:32,682   | 1:32,809   | 18 | 18 | 16 |
| 10      | Luca Savu                  | 1:34,562   | 1:35,613   | 20 | 20 | 17 |
| 11      | Joao Paulo Diaz Balesteiro | 1:35,754   | 1:36,104   | 21 | 21 | 18 |
| 12      | Romain Andriolo            | 1:39,764   | keine Zeit | 24 | 24 | 22 |
| 13      | Karel Schulz               | keine Zeit | keine Zeit | 26 | 26 | 24 |
| Quelle: |                            |            |            |    |    |    |

#### Gruppe 2
| Pos.    | Fahrer                | 1. Zeit  | 2. Zeit    | R1 | R2 | GP |
| ------- | --------------------- | -------- | ---------- | -- | -- | -- |
| 01      | Kevin Foster          | 1:23,725 | 1:24,426   | 01 | 10 | 01 |
| 02      | Hiyu Yamakoshi        | 1:23,949 | 1:25,084   | 02 | 09 | 03 |
| 03      | Enzo Peugeot          | 1:24,112 | 1:24,545   | 03 | 08 | 02 |
| 04      | Yani Stevenheydens    | 1:24,384 | 1:25,350   | 04 | 07 | 04 |
| 05      | Garrett Berry         | 1:24,727 | 1:25,379   | 05 | 06 | 05 |
| 06      | Adrien Closmenil      | 1:24,854 | 1:25,764   | 06 | 05 | 06 |
| 07      | Edgar Pierre          | 1:25,569 | 1:25,766   | 07 | 04 | 07 |
| 08      | Tom Kalender          | 1:25,776 | 1:25,985   | 08 | 03 | 08 |
| 09      | Andrei Duna           | 1:27,170 | 1:28,027   | 09 | 02 | 09 |
| 10      | Frank Porte Ruiz      | 1:34,419 | 1:41,381   | 19 | 19 | 20 |
| 11      | Edouard Borgna        | 1:36,156 | 1:42,102   | 22 | 22 | 21 |
| 12      | Gabriel Doyle-Parfait | 1:36,432 | 1:38,118   | 23 | 23 | 19 |
| 13      | Max Reis              | 1:43,381 | keine Zeit | 25 | 25 | 23 |
| Quelle: |                       |          |            |    |    |    |

### Rennen 1
| Pos.                                          | Fahrer                     | Runden | Zeit      | Start | Schnellste Runde |
| --------------------------------------------- | -------------------------- | ------ | --------- | ----- | ---------------- |
| 01                                            | Enzo Peugeot               | 15     | 22:08,937 | 03    | 1:17,091 (07.)   |
| 02                                            | Evan Giltaire              | 15     | + 0,417   | 10    | 1:17,172 (10.)   |
| 03                                            | Hiyu Yamakoshi             | 15     | + 1,740   | 02    | 1:17,857 (08.)   |
| 04                                            | Yani Stevenheydens         | 15     | + 2,755   | 04    | 1:18,337 (07.)   |
| 05                                            | Leonardo Megna             | 15     | + 3,936   | 11    | 1:18,575 (07.)   |
| 06                                            | Garrett Berry              | 15     | + 4,697   | 05    | 1:18,598 (09.)   |
| 07                                            | Pol López                  | 15     | + 5,030   | 14    | 1:18,719 (10.)   |
| 08                                            | Adrien Closmenil           | 15     | + 5,710   | 06    | 1:18,623 (15.)   |
| 09                                            | Jason Leung                | 15     | + 6,887   | 15    | 1:18,867 (07.)   |
| 10                                            | Paul Alberto               | 15     | + 7,420   | 16    | 1:18,773 (07.)   |
| 11                                            | Tom Kalender               | 15     | + 8,035   | 08    | 1:18,814 (07.)   |
| 12                                            | Edgar Pierre               | 15     | + 8,596   | 07    | 1:18,788 (10.)   |
| 13                                            | Romain Andriolo            | 15     | + 8,897   | 24    | 1:18,318 (09.)   |
| 14                                            | Frank Porte Ruiz           | 15     | + 10,929  | 19    | 1:19,051 (08.)   |
| 15                                            | Max Reis                   | 15     | + 11,018  | 25    | 1:19,021 (10.)   |
| 16                                            | Enzo Richer                | 15     | + 11,370  | 18    | 1:19,401 (08.)   |
| 17                                            | Kevin Foster               | 15     | + 11,828  | 01    | 1:18,480 (08.)   |
| 18                                            | Edouard Borgna             | 15     | + 12,725  | 22    | 1:19,655 (15.)   |
| 19                                            | Karel Schulz               | 15     | + 13,415  | 26    | 1:20,128 (15.)   |
| 20                                            | Andrei Duna                | 15     | + 14,065  | 09    | 1:19,480 (08.)   |
| 21                                            | Luca Savu                  | 14     | + 1 Runde | 20    | 1:21,979 (13.)   |
| 22                                            | Joao Paulo Diaz Balesteiro | 11     | DNF       | 21    | 1:20,383 (07.)   |
| –                                             | Finn Wiebelhaus            | 10     | DNF       | 17    | 1:19,440 (08.)   |
| –                                             | Gabriel Doyle-Parfait      | 10     | DNF       | 23    | 1:19,747 (08.)   |
| –                                             | Louis Schlesser            | 08     | DNF       | 12    | 1:18,838 (07.)   |
| –                                             | Yaroslav Veselaho          | 02     | DNF       | 13    | 1:23,231 (02.)   |
| Schnellste Rennrunde: Enzo Peugeot (1:17,091) |                            |        |           |       |                  |
| Quelle:                                       |                            |        |           |       |                  |

### Rennen 2
| Pos.                                           | Fahrer                     | Runden | Zeit        | Start | Schnellste Runde |
| ---------------------------------------------- | -------------------------- | ------ | ----------- | ----- | ---------------- |
| 01                                             | Garrett Berry              | 15     | 1:11:56,851 | 06    | 1:18,402 (14.)   |
| 02                                             | Enzo Peugeot               | 15     | + 0,377     | 08    | 1:18,674 (14.)   |
| 03                                             | Yani Stevenheydens         | 15     | + 0,699     | 07    | 1:18,560 (11.)   |
| 04                                             | Louis Schlesser            | 15     | + 11,151    | 12    | 1:19,082 (14.)   |
| 05                                             | Yaroslav Veselaho          | 15     | + 12,364    | 13    | 1:19,354 (13.)   |
| 06                                             | Edgar Pierre               | 15     | + 12,786    | 04    | 1:19,281 (15.)   |
| 07                                             | Tom Kalender               | 15     | + 13,725    | 03    | 1:18,826 (12.)   |
| 08                                             | Frank Porte Ruiz           | 15     | + 19,707    | 19    | 1:19,525 (10.)   |
| 09                                             | Max Reis                   | 15     | + 20,173    | 25    | 1:19,457 (10.)   |
| 10                                             | Enzo Richer                | 15     | + 20,373    | 18    | 1:19,543 (11.)   |
| 11                                             | Joao Paulo Diaz Balesteiro | 15     | + 27,646    | 21    | 1:20,024 (15.)   |
| 12                                             | Luca Savu                  | 15     | + 29,069    | 20    | 1:20,326 (15.)   |
| 13                                             | Finn Wiebelhaus            | 15     | + 29,157    | 17    | 1:20,354 (15.)   |
| 14                                             | Gabriel Doyle-Parfait      | 15     | + 29,941    | 23    | 1:20,298 (15.)   |
| 15                                             | Karel Schulz               | 15     | + 44,211    | 26    | 1:21,947 (15.)   |
| 16                                             | Edouard Borgna             | 15     | + 48,856    | 22    | 1:21,798 (13.)   |
| –                                              | Romain Andriolo            | 10     | DNF         | 24    | 1:20,558 (03.)   |
| –                                              | Andrei Duna                | 07     | DNF         | 02    | 1:22,646 (02.)   |
| –                                              | Jason Leung                | 04     | DNF         | 15    | 1:21,082 (03.)   |
| –                                              | Pol López                  | 03     | DNF         | 14    | 1:22,185 (03.)   |
| –                                              | Kevin Foster               | 03     | DNF         | 10    | 1:20,983 (03.)   |
| –                                              | Adrien Closmenil           | 03     | DNF         | 05    | 1:21,017 (03.)   |
| –                                              | Paul Alberto               | 03     | DNF         | 16    | 1:20,823 (03.)   |
| –                                              | Leonardo Megna             | 01     | DNF         | 11    | keine Zeit       |
| –                                              | Hiyu Yamakoshi             | 0      | DNF         | 09    | keine Zeit       |
| –                                              | Evan Giltaire              | 0      | DNF         | 01    | keine Zeit       |
| Schnellste Rennrunde: Garrett Berry (1:18,402) |                            |        |             |       |                  |
| Quelle:                                        |                            |        |             |       |                  |

### Grand Prix
| Pos.                                            | Fahrer                     | Runden | Zeit      | Start | Schnellste Runde |
| ----------------------------------------------- | -------------------------- | ------ | --------- | ----- | ---------------- |
| 01                                              | Enzo Peugeot               | 16     | 46:06,988 | 02    | 1:18,911 (02.)   |
| 02                                              | Evan Giltaire              | 16     | + 2,750   | 10    | 1:19,125 (02.)   |
| 03                                              | Yani Stevenheydens         | 16     | + 6,007   | 04    | 1:19,068 (02.)   |
| 04                                              | Hiyu Yamakoshi             | 16     | + 8,627   | 03    | 1:18,852 (02.)   |
| 05                                              | Garrett Berry              | 16     | + 9,155   | 05    | 1:19,681 (02.)   |
| 06                                              | Edgar Pierre               | 16     | + 12,108  | 07    | 1:19,983 (02.)   |
| 07                                              | Jason Leung                | 16     | + 12,687  | 13    | 1:20,109 (02.)   |
| 08                                              | Tom Kalender               | 16     | + 13,160  | 08    | 1:20,270 (02.)   |
| 09                                              | Louis Schlesser            | 16     | + 14,319  | 14    | 1:20,112 (02.)   |
| 10                                              | Leonardo Megna             | 16     | + 16,247  | 11    | 1:20,081 (02.)   |
| 11                                              | Romain Andriolo            | 16     | + 16,248  | 22    | 1:19,635 (02.)   |
| 12                                              | Andrei Duna                | 16     | + 18,107  | 09    | 1:20,630 (02.)   |
| 13                                              | Max Reis                   | 16     | + 19,028  | 23    | 1:20,975 (02.)   |
| 14                                              | Gabriel Doyle-Parfait      | 16     | + 24,171  | 19    | 1:21,090 (02.)   |
| 15                                              | Luca Savu                  | 16     | + 24,448  | 17    | 1:23,978 (02.)   |
| 16                                              | Joao Paulo Diaz Balesteiro | 16     | + 27,671  | 18    | 1:21,267 (02.)   |
| 17                                              | Frank Porte Ruiz           | 16     | + 28,492  | 20    | 1:20,342 (02.)   |
| 18                                              | Karel Schulz               | 16     | + 28,561  | 24    | 1:21,741 (02.)   |
| 19                                              | Finn Wiebelhaus            | 15     | + 1 Runde | 15    | 1:29,985 (04.)   |
| 20                                              | Kevin Foster               | 12     | DNF       | 01    | 1:19,203 (02.)   |
| –                                               | Enzo Richer                | 07     | DNF       | 16    | 1:20,150 (02.)   |
| –                                               | Edouard Borgna             | 07     | DNF       | 21    | 1:21,982 (02.)   |
| –                                               | Yaroslav Veselaho          | 02     | DNF       | 12    | 1:19,856 (02.)   |
| –                                               | Adrien Closmenil           | 0      | DNF       | 06    | keine Zeit       |
| –                                               | Pol López                  | —      | WD        | —     |                  |
| –                                               | Paul Alberto               | —      | WD        | —     |                  |
| Schnellste Rennrunde: Hiyu Yamakoshi (1:18,852) |                            |        |           |       |                  |
| Quelle:                                         |                            |        |           |       |                  |

## Meisterschafts-Stand nach dem Rennwochenende
Beim ersten und dritten Rennen bekamen die ersten Zehn des Rennens 25, 18, 15, 12, 10, 8, 6, 4, 2 bzw. 1 Punkt(e). Beim zweiten Rennen erhielten die ersten Acht des Rennens 15, 12, 10, 8, 6, 4, 2 bzw. 1 Punkt(e). Die zusätzlichen Punkte für die Pole-Positionen gingen alle an Kevin Foster, die Extrapunkte für die schnellsten Rennrunden wurde an Garrett Berry, Enzo Peugeot sowie Hiyu Yamakoshi vergeben.

### Fahrerwertung
| Pos. | Fahrer             | Punkte |
| ---- | ------------------ | ------ |
| 01   | Enzo Peugeot       | 130    |
| 02   | Evan Giltaire      | 126    |
| 03   | Kevin Foster       | 83     |
| 04   | Romain Andriolo    | 74     |
| 05   | Hiyu Yamakoshi     | 70     |
| 06   | Yani Stevenheydens | 62     |
| 07   | Pol López          | 52     |
| 08   | Garrett Berry      | 42     |
| 09   | Enzo Richer        | 38     |
| 10   | Leonardo Megna     | 31     |
| 11   | Adrien Closmenil   | 21     |
| 12   | Edgar Pierre       | 13     |
| 13   | Louis Schlesser    | 10     |

| Pos. | Fahrer                     | Punkte |
| ---- | -------------------------- | ------ |
| 14   | Luca Savu                  | 8      |
| 15   | Jason Leung                | 8      |
| 16   | Yaroslav Veselaho          | 6      |
| 17   | Tom Kalender               | 6      |
| 18   | Finn Wiebelhaus            | 6      |
| 19   | Max Reis                   | 4      |
| 20   | Karel Schulz               | 2      |
| 21   | Paul Alberto               | 2      |
| 22   | Frank Porte Ruiz           | 1      |
| 23   | Joao Paulo Diaz Balesteiro | 0      |
| 24   | Gabriel Doyle-Parfait      | 0      |
| 25   | Andrei Duna                | 0      |
| 26   | Edouard Borgna             | 0      |